# Sandra Vetter

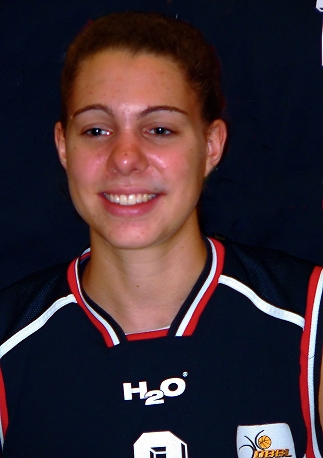
Sandra Vetter

Sandra Vetter, geborene Weber (* 4. Februar 1985 in Bad Homburg vor der Höhe) ist eine ehemalige deutsche Basketballnationalspielerin.
Die 1,83 Meter große Flügelspielerin begann ihre Karriere bei der Homburger TG, wechselte von dort zum TV Langen und spielte dann in der 2. Bundesliga beim TV Hofheim.
Zur Saison 2005/06 wechselte die als kampfstark und einsatzfreudig bekannte Spielerin zum BC Marburg in die 1. Bundesliga und avancierte dort zur Stammspielerin. Wegen Verletzungen konnte sie in der Saison 2007/2008 nur acht Minuten eingesetzt werden. Erst zu Saisonbeginn 2008/2009 bestritt sie wieder Erstligaspiele für den BC Marburg.
Ihr A-Nationalmannschaftsdebüt gab Sandra Vetter beim Testspiel am 24. Juli 2004 in Spala/Polen beim 74:68-Sieg gegen die Ukraine. Anschließend bestritt sie mit der Nationalmannschaft erfolgreich die Qualifikation zur Europameisterschaft 2005, bei der sie aber nicht im Kader stand. Stattdessen erreichte sie im selben Jahr mit der U20-Nationalmannschaft den neunten Platz und mit der A2-Nationalmannschaft bei der Universiade in Izmir den sechsten Rang. 2006 und 2007 verhinderten Verletzungen eine erneute Berufung Vetters in die deutsche Basketballnationalmannschaft. 2008 und 2009 stand sie im Kader zur zusätzlichen Europameisterschaftsqualifikation.
Sowohl 2010 als auch 2012 gewann sie mit dem BC Pharmaserv Marburg die Bronzemedaille in der Deutschen Meisterschaft. Ebenfalls Bronze gewann sie im Pokalwettbewerb in der Saison 2010/2011 mit dem BC Pharmaserv Marburg. Nach dem Spiel um den 3. Platz der Deutschen Meisterschaft 2012 gegen Wasserburg beendete Sandra Vetter ihre Bundesliga-Karriere mit dem Gewinn der Bronzemedaille. Sie ließ ihre Basketball-Karriere beim Regionalligateam des BC Marburg endgültig ausklingen.